# دوگلاس روبینسون
دوگلاس روبینسون (فرانسوی: Douglas Robinson‎; ۱۲ اوت ۱۸۶۴ – ۱۹ ژانویهٔ ۱۹۳۷) بازیکن کریکت اهل فرانسه بود.